# Marguerite Pindling

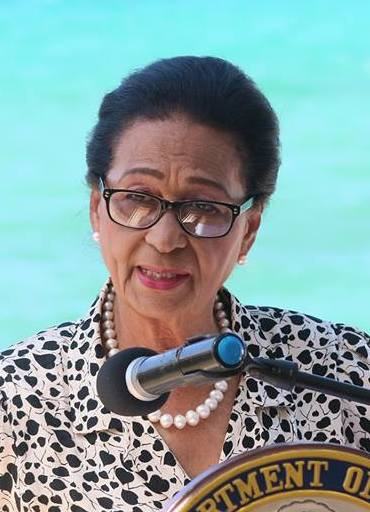
Marguerite Pindling (2017)

Dame Marguerite Pindling GCMG (* 26. Juni 1932 als Marguerite McKenzie in Long Bay Cays, South Andros, Andros, Bahamas) ist eine Politikerin der Bahamas der Progressive Liberal Party (PLP), die von 2014 bis 2019 Generalgouverneur der Bahamas war. Sie war von 1956 bis zu dessen Tod im Jahr 2000 mit dem Politiker Lynden O. Pindling verheiratet, der zwischen 1967 und 1992 Premierminister der Bahamas war.

## Leben
Marguerite McKenzie, die aus einfachen Verhältnissen stammte, verzog 1946 mit einer Schwester nach Nassau, wo sie die Western Senior School besuchte. Nach der Schulausbildung arbeitete sie zunächst für den bekannten Fotografen Stanley Toogood und später für Colyn Rees, ehe sie den in London ausgebildeten Rechtsanwalt Lynden O. Pindling kennenlernte. Nach einer einjährigen Verlobungszeit heiratete sie am 5. Mai 1956 Pindling, der kurz darauf erstmals zum Mitglied des House of Assembly gewählt wurde und diesem bis 1997 angehörte. Später wurde Lynden O. Pindling 1967 zunächst Premier, ehe er nach der Souveränität von Großbritannien zwischen 1973 und 1992 Premierminister der Bahamas war. In der Folgezeit unterstützte Marguerite Pindling die politische Arbeit ihres Ehemanns, mit dem sie bis zu dessen Tod am 26. August 2000 verheiratet war. Aus der Ehe gingen vier Kinder hervor.
Daneben engagierte sie sich in zahlreichen Organisationen wie zum Beispiel als Vorsitzende des Ausschusses für Spendensammlungen des Nationalen Roten Kreuzes der Bahamas sowie bei der Unterstützung der Hope Dale School und des Children’s Emergency Hostel. Für ihre Verdienste wurde sie 2007 von Königin Elisabeth II. zur Dame Commander des Order of St. Michael and St. George (DCMG) ernannt. Sie fungierte während der Landesabwesenheit von Generalgouverneur Arthur Foulkes zwischen 2010 und 2014 zeitweilig als Stellvertreterin des Generalgouverneurs.
Am 8. Juli 2014 wurde Marguerite Pindling als Nachfolgerin von Arthur Foulkes schließlich selbst Generalgouverneurin der Bahamas und ist damit nach Ivy Dumont die zweite Frau, die dieses Amt innehat.